# Succasunna, New Jersey
Succasunna, New Jersey (енгл. Succasunna) насељено је место без административног статуса у америчкој савезној држави Њу Џерзи.

## Демографија
По попису из 2010. године број становника је 9.152.
| Група             | 2000.    | 2010.         |
| Белци             | 0 (0,0%) | 7.948 (86,8%) |
| Афроамериканци    | 0 (0,0%) | 135 (1,5%)    |
| Азијати           | 0 (0,0%) | 449 (4,9%)    |
| Хиспаноамериканци | 0 (0,0%) | 536 (5,9%)    |
| Укупно            | 0        | 9.152         |